# Ekstremni športovi
Ekstremnim se športovima smatraju svi oni športovi koji u sebi sadrže visok rizik od pogibelji. Obično uključuju brzinu, visinu, visoki stupanj fizičkog naprezanja, specijaliziranu opremu i akrobacije.
Natjecanja u ekstremnim športovima nazivaju se X Games.

## Popis ekstremnih športova
- alpinizam
- BASE skakanje
- brdski biciklizam
- bungee skokovi
- ekstremni biciklizam
- ice climbing (ledno penjanje)
- Jet ski
- kitesurfing
- mountainboarding
- padobranstvo (parachuting)
- paintball
- paragliding
- pustolovne utrke
- rafting
- skateboarding
- snowboarding
- slobodno penjanje (free climbing)
- športsko penjanje (rock climbing)
- turno skijanje
- zmajarenje

## Vanjske poveznice
- Stranica X Games (engl.)